# 红兴隆站
红兴隆站，位于中华人民共和国黑龙江省双鸭山市友谊县兴隆镇，是福前铁路上的火车站，建于1974年，由中国铁路哈尔滨局集团佳木斯车务段管辖。

## 歷史
- 建于1974年。